# Karin Hänel
Karin Hänel (poročena Antretter), nemška atletinja, * 28. maj 1957.
Ni nastopila na poletnih olimpijskih igrah. Na evropskih dvoranskih prvenstvih je v skoku v daljino osvojila naslov prvakinje leta 1981 in podprvakinje leta 1982.